# Platydoras costatus
Der Platydoras costatus gehört zur Familie der Dornwelse (Doradidae) aus der Ordnung der Welsartigen (Siluriformes). Wie alle Dornwelse ist auch Platydoras costatus in Südamerika heimisch, sein Verbreitungsgebiet liegt im Norden des Kontinents.

## Merkmale
Platydoras costatus wird bis zu 24 cm lang.
In der Rückenflosse folgen auf einen langen Hartstrahl sechs Weichstrahlen. Die Analflosse besitzt 10 – 11 Weichstrahlen.
Platydoras costatus wurde lange Zeit mit dem Liniendornwels (Platydoras armatulus) verwechselt. Platydoras armatulus trägt auffällige gelbe Streifen an den Seiten und auf dem Kopf. Vor allem wegen dieser Färbung wurde er zu einem beliebten Aquarienfisch, der seit den 1960er Jahren auch in Deutschland im Aquarienfachhandel erhältlich ist. Erst im Jahr 2008 wurde bei einer Untersuchung durch Piorski, Garavello, Arce und Sabaj Pérez festgestellt, dass sich der von Carl von Linné beschriebene Platydoras costatus in mehreren Merkmalen, besonders aber durch das Fehlen der hellen Streifen, von Platydoras armatulus unterscheidet. Platydoras costatus kam nie oder nur sehr selten in den Aquarienhandel.

## Verbreitung
Platydoras costatus ist am Nordrand des Amazonasbeckens beheimatet. Sein Verbreitungsgebiet umfasst die Flusssysteme des Corantijn an der Grenze von Guyana und Suriname, des Flusses Suriname und des Flusses Maroni zwischen den Staaten Suriname und Französisch-Guayana.

## Taxonomie
Platydoras costatus wurde ursprünglich von Carl von Linné als Silurus costatus beschrieben. Er berief sich dabei auf die Arbeiten Gronows, der Abbildungen des Fisches schon im Jahr 1754 veröffentlicht hatte. Pieter Bleeker errichtete 1862 für Silurus costatus eine eigene Gattung und nannte sie Platydoras. Platydoras costatus ist also die Typusart der Gattung Platydoras. 1863 erweiterte Bleeker die Gattung um einen als Doras armatulus von Achille Valenciennes  1840 beschriebenen Fisch, der später oft mit Platydoras costatus verwechselt wurde. 1864 synonymisierte Bleeker Platydoras dentatus mit Platydoras costatus. Platydoras helicophilus ist ebenfalls ein Synonym für Platydoras costatus.